# Ruairí Brugha (Politiker)

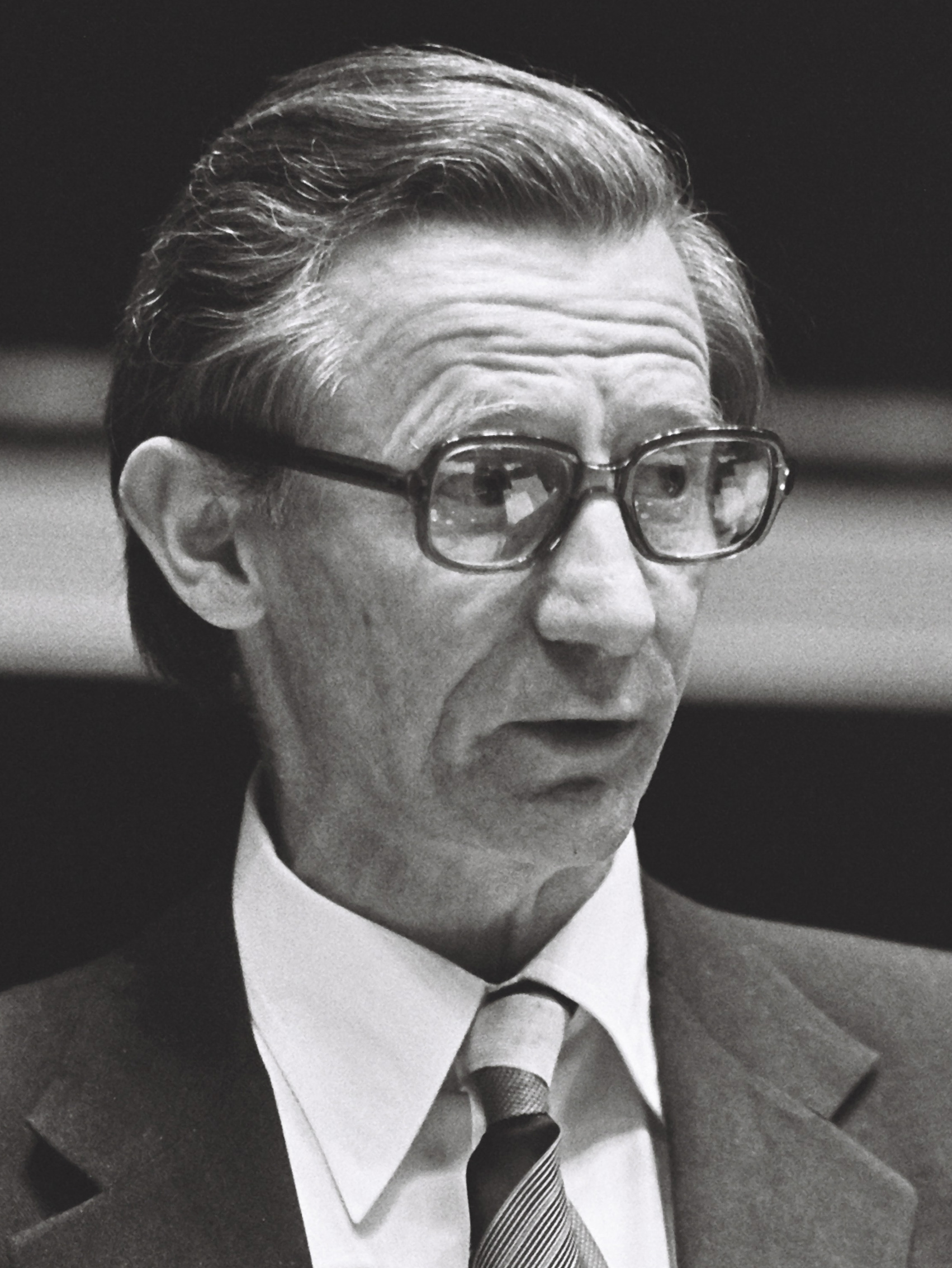
Ruairí Brugha (1978)

Ruairí Brugha (* 15. Oktober 1917 in Dublin; † 31. Januar 2006 in Dublin) war ein irischer Politiker der Clann na Poblachta und der Fianna Fáil und Mitglied des Europäischen Parlaments (MdEP).

## Biografie
Brugha war der Sohn von Cathal Brugha, dem ersten Verteidigungsminister des Irischen Freistaats, und Caitlín Brugha, einer Politikerin der Sinn Féin. Er ging zum Rockwell College in Cashel und zum Marino Institute of Education
des Trinity Colleges in Dublin. Im Alter von 16 Jahren trat er der IRA bei. 1940 wurde er inhaftiert. Während eines Hafturlaubs heiratete er die Tochter des früheren Lord Mayors von Cork, Máire MacSwiney. Brugha arbeitete zunächst in dem Herrenausstattungsgeschäft seiner Mutter als Manager. Gemeinsam mit seiner Frau trat er 1946 der Clann na Poblachta bei. 1948 versuchte er erfolglos, für den Wahlkreis Waterford in den Dáil Éireann einzuziehen. 1962 wechselte er zur Fianna Fáil. Erneut versuchte er bei den Wahlen 1969, diesmal im Wahlkreis Dublin County South, einen Sitz zu erringen. Auch diesmal gelang es ihm nicht. Er wurde jedoch noch 1969 in den Seanad Éireann über die Unternehmensliste gewählt. Schließlich wurde er dann doch bei den Wahlen 1973 zum Abgeordneten (Teachta Dála) des Unterhauses (Dáil Éireann) im Oireachtas gewählt. Es war sein erst- und letztmaliger Wahlerfolg.
Er wurde 1977 seitens des Oireachtas als Mitglied des Europäischen Parlaments (MdEP) delegiert. Dort verblieb er bis zu den ersten Wahlen zum Europaparlament 1979. Im Europaparlament gehörte er der Fraktion der Europäischen Demokraten für den Fortschritt an.
Nachdem er bei den Wahlen 1977 seinen Sitz im Unterhaus verloren hatte, wurde er noch einmal in den Seanad Éireann gewählt.

## Privates
Mit seiner Frau Máire MacSwiney (1918–2012) hatte er vier Kinder, darunter auch den Mathematiker Cathal MacSwiney Brugha (* 1949) und den Arzt Ruairí Brugha.